# ВЕС Нордзе-Ост
ВЕС Нордзе-Ост (нім. Offshore-Windpark Nordsee Ost) — німецька офшорна вітрова електростанція, введена в експлуатацію у 2015 році. Місце для розміщення ВЕС обрали в Північному морі за 30 км на північ від острова Гельголанд.
Будівництво ВЕС розпочалось у 2012 році зі спорудження фундаментів. Спеціалізоване судно Victoria Mathias опускало на дно гратчаті опорні основи висотою 50 метрів та вагою 550 тон, після чого закріплювало кожну чотирма палями. В один рейс воно брало з берегової бази у Бремергафені по два комплекти фундаментів. Подальший монтаж вітрових агрегатів провадило це ж судно, проте на певному етапі випробували новий метод. Згідно з ним Victoria Mathias після встановлення башти та гондоли переходило на нову точку, а кріплення лопатей здійснювало судно Friedrich Ernestine, яке прибуло після завершення робіт на британській станції Гвінт-і-Мор.
Гратчату опорну основу («джекет») вагою 700 тон для офшорної трасформаторної підстанції встановив плавучий кран Rambiz, а згадане вище судно Victoria Mathias закріпило її палями. Той же плавучий кран пізніше змонтував надбудову з обладнанням («топсайд») вагою 1850 тон.
Для видачі продукції проклали два кабелі довжиною по 4 км до офшорної платформи HelWin alpha, яка перетворює змінний струм у прямий для подальшої подачі на берег за допомогою технології HVDC (лінії постійного струму високої напруги).
48 вітроагрегатів ВЕС розташовані на площі 10 квадратних миль у районі з глибинами моря до 25 метрів. На баштах висотою 100 метрів змонтували вітрові турбіни Senvion 6M (Repower 6M) з одиничною потужністю 6,15 МВт та діаметром ротора 126 метрів.
Проект вартістю 1,1 млрд євро реалізувала енергетична компанія RWE. Очікується, що станція вироблятиме біля 1,1 млрд кВт-год електроенергії на рік.